# شبی پرباران
شبی پرباران (انگلیسی: A Night Full of Rain) یک فیلم درام آمریکایی-ایتالیایی به کارگردانی لینا ورتمولر است که در سال ۱۹۷۸ میلادی منتشر شد.  این فیلم در بیست و هشتمین جشنواره بین‌المللی فیلم برلین به نمایش درآمد.

## بازیگران
- جانکارلو جانینی
- کندیس برگن
- فلورا کارابلا
- مایکل تاکر
- جیل آیکن‌بری
- لی‌لی کاراتی
- ماسیمو ورتمولر